# Jaureguiberry (Uruguai)
Jaureguiberry és un balneari del sud de l'Uruguai ubicat al departament de Canelones. Forma part de la Costa de Oro.

## Geografia
Jaureguiberry es troba a l'est del departament de Canelones. És el balneari més oriental de la Costa de Oro. Al sud té platges sobre el Riu de la Plata; a l'est limita amb el departament de Maldonado, i a l'oest amb Balneario Argentino.
El balneari s'ubica al km 79 de la Ruta Interbalneària.

## Població
D'acord amb les dades del cens de 2004, Jaureguiberry tenia una població aproximada de 287 habitants.
| Any  | Població |
| ---- | -------- |
| 1963 | 71       |
| 1975 | 138      |
| 1985 | 122      |
| 1996 | 202      |
| 2004 | 287      |

Font: Institut Nacional d'Estadística de l'Uruguai